# Mazarefes e Vila Fria
Mazarefes e Vila Fria (llamada oficialmente União das Freguesias de Mazarefes e Vila Fria) es una freguesia portuguesa del municipio de Viana do Castelo, distrito de Viana do Castelo.

## Historia
Fue creada el 28 de enero de 2013 en aplicación de una resolución de la Asamblea de la República de Portugal promulgada el 16 de enero de 2013 con la unión de las freguesias de Mazarefes y Vila Fria, pasando su sede a estar situada en la antigua freguesia de Mazarefes.

## Demografía
| Gráfica de evolución demográfica de Mazarefes e Vila Fria entre 2011 y 2021 |
|                                                                             |
| Datos según el nomenclátor publicado por el INE portugués.                  |